# شرطة الأمم المتحدة
شرطة الأمم المتحدة (UNPOL) هي شرطة مدنية تابعة للأمم المتحدة ظهرت في الستينيات، تعد جزء لا يتجزأ من عمليات الأمم المتحدة لحفظ السلام؛ المحددة في أجندة السلام التي وضعها الأمين العام للأمم المتحدة في عامي 1992 و1995.
حاليًا، يتم نشر حوالي 11530 من ضباط شرطة الأمم المتحدة التابعين لأكثر من 90 دولة في 11 عملية حفظ سلام و6 بعثات سياسية خاصة. تتمثل مهمة شرطة الأمم المتحدة في تعزيز السلام والأمن الدوليين من خلال دعم الدول الأعضاء في حالات النزاع وما بعد النزاع وغيرها من حالات الأزمات لتحقيق خدمات شرطة فعالة وتمثيلية بارزة ومسؤولة تخدم وتحمي السكان.